# NGC 499
NGC 499 è una galassia lenticolare situata nella costellazione dei Pesci a una distanza di circa 197 milioni di anni luce dal Sistema solare.
Fu scoperta il 12 settembre 1784 da William Herschel. In seguito fu osservata anche da John Herschel e riscoperta indipendentemente da Stéphane Javelle nel 1899.

## Gruppo di NGC 499
NGC 499 fa parte dell'omonimo gruppo, un raggruppamento di galassie che oltre a NGC 499, comprende anche NGC 495, NGC 504, NGC 517, NGC 582 e PGC 5026.